# Parque natural San Rafael Fusagasugá
La reserva ecológica San Rafael está ubicada en la parte nororiental de Fusagasugá a tan solo 15 minutos del área rural urbana, en el corregimiento de La Aguadita.
Con una distancia de recorrido de 3 km aproximadamente, una temperatura promedio de 8 °C a 10 °C, una altitud que va desde los 2000 hasta los 3000 m s. n. m., el parque natural San Rafael es la mayor reserva hídrica y forestal del municipio de Fusagasugá.
Cuenta con 600 hectáreas aproximadamente de bosque nativo, amplia extensión de pantanos y humedales que forman los diversos nacederos que alimentan el variado ecosistema, con más de 500 especies entre plantas, insectos, aves y animales silvestres como ardillas, osos perezosos, búhos, tigrillos, pavas, zorros y guacharos, el parque es uno de los muchos destinos y atractivos que no se deben dejar pasar cuando visite Fusagasugá.